# Kasyapiya
Kāśyapīya była jedną z osiemnastu szkół wczesnego buddyzmu. Zwaną ja także sthāvirīya gdyż jej poglądy były zbliżone do szkoły sthaviravādy. Znano ich także pod nazwami saddharmavarṣaka lub suvarṣaka. 
Poglądy:
- Istnieją tylko obecne dharmy.
- Przeszłość która zrodziła owoce karmy już nie istnieje.
- To, co powstało, trwa aż zrodzi kolejne owoce.
- "To, co powstaje" (saṃskāra) jest nietrwałe.
- Arahaci są wolni od namiętności.
- Istnieje skutek, prawo przyczyny i skutku oraz prawo "stawania się" (pratītyasamudpāda).

Kāśyapīya posiadała własną wersję Tripiṭaki. Resztę poglądów dzielili z dharmaguptaką i sthaviravādą.